# Seventeen (電影)
《Seventeen》（韓語：세븐틴）是一部於1998年7月17日上映的韓國青春劇情片，由鄭秉珏執導，男子音樂組合水晶男孩成員姜成勳、殷志源與金智慧、金恩美主演。本片為韓國首部有偶像團體成員出演的電影（水晶男孩全體成員均有參演），劇情主要圍繞十代青少年的苦惱、愛情與夢想。

## 故事大綱
出身於富裕家庭的高二女學生藝珍（金智慧 飾）是校內的模範生，卻有著成為一名出色伴舞的夢想，而最能了解藝珍想法的人只有她的同校朋友尚祿（姜成勳 飾）。尚祿是一名稱職的班長，但他與藝珍一樣，無法擺脫模範生名銜的束縛去追尋自己的夢想。在Komodo舞團團長赫（李宰鎮 飾）冷靜的批評及指出藝珍成為舞者的可能性後，藝珍開始苦惱學業和夢想該如何取捨。其後藝珍決定瞞著父母偷偷地前往舞團練習室練舞，卻漸漸無法同時兼顧學業和跳舞。藝珍父母知道真相後，執意把藝珍送到加拿大親戚家，最終藝珍決定在登上往加拿大的飛機前，為尚祿表演最後一支舞⋯⋯
另一主角俊泰（殷志源 飾）是老師眼中的壞學生，一次和學校有名的理性主義者大坤（高志溶 飾）發生衝突後被勒令退學。在街上流連期間，俊泰遇到正在招攬客人的夜店皮條客JiJi（金恩美 飾），因JiJi豪邁的性格而誤以為她是男生。為了維持生計，俊泰也成為一名皮條客，並寄居於JiJi家裡；JiJi的朋友TiTi（U;Nee 飾）在加油站工作時遇到騎摩托車的鐘秀（金在德 飾），被鐘秀的表白方式弄得哭笑不得。某天俊泰在JiJi家裡找到衛生巾，才發現JiJi是女生，兩人的關係亦變得微妙⋯⋯
俊泰、JiJi、鐘秀、TiTi四人一起騎摩托車奔向東海，享受快樂自由的時光。與此同時，鐘秀父親的手下正在追尋鐘秀。四人來到夜店，TiTi告訴鐘秀她懷孕的消息，鐘秀卻生氣得把她罵走。在俊泰的了解下，鐘秀道出自己是私生子的身份，因擔心孩子的將來才會對TiTi動氣。此時，鐘秀父親派來的手下突然出現，俊泰和鐘秀立刻帶著JiJi和TiTi騎摩托車離開。在逃避父親手下追捕期間，鐘秀和TiTi確認彼此的感情。然而他們在避開迎面駛至的車輛時，摩托車失事墜入清平湖中，鐘秀和TiTi不幸喪生。
意外翌日，鐘秀父親買通警察，只打撈起鐘秀的屍體，俊泰和JiJi極為憤怒。二人其後潛入鐘秀家中，打劫鐘秀的父親，並告訴他TiTi懷有鐘秀的骨肉，鐘秀父親崩潰痛哭。俊泰和JiJi用鐘秀父親的錢為鐘秀和TiTi辦理後事後，騎上摩托車繼續他們的旅程⋯⋯

## 演出陣容

### 主要角色
| 演員                | 角色       | 介紹 |
| 姜成勳 （水晶男孩） | 吳尚祿（오상록） | 高二學生，俊泰和大坤的同班同學，藝珍的朋友，課後廣播組成員。成績優異，而且是一名稱職的班長，但其實渴望擺脫模範生名銜的束縛。與同是課後廣播組成員的藝珍感情要好，其後成為情侶。支持藝珍實現成為伴舞的夢想，甚至與她逃學，結果成績一落千丈。最終藝珍父母發現真相，執意把藝珍送到加拿大親戚家，因而與藝珍分開。                                                                                     |
| 金智慧              | 藝珍（）   | 高二學生，尚祿的朋友，課後廣播組成員。與同是課後廣播組成員的尚祿感情要好，其後成為情侶。出身於富裕家庭，成績名列前茅，卻有着成為一名出色伴舞的夢想。經常瞞着父母偷偷地前往舞團練習室練舞，卻漸漸無法同時兼顧學業和跳舞。父母知道真相後，執意把藝珍送到加拿大親戚家，被逼與尚祿分開。 |
| 殷志源 （水晶男孩） | 金俊泰（김준태） | 高二學生，尚祿和大坤的同班同學。在老師眼中是一名成績差的壞學生，但其實心地善良、為朋友著想。多次與班上的優異生大坤爭執，因一次課後打架時被大坤偷襲而報復，把大坤打傷。被勒令退學後離家出走，在街上流連期間認識夜店皮條客JiJi。起初誤會JiJi是男生，在JiJi家裏寄居時發現真相，兩人的關係亦變得微妙。其後與JiJi、鐘秀、TiTi旅行時得知鐘秀是富商的私生子，在鐘秀、TiTi意外喪生後向鐘秀父親道明一切。 |
| 金恩美              | JiJi（지지）   | 夜店皮條客，TiTi的朋友。為了維持生計而斷斷續續做過多份工作，某次在街上招攬客人時遇到離家出走的俊泰，讓俊泰寄居於其家裡。與俊泰相處期間，兩人的關係變得微妙。在鐘秀和TiTi意外喪生後，為了辦理他們的後事而與俊泰潛入鐘秀家中，打劫鐘秀的父親。 |

### 其他角色
| 演員                | 角色       | 介紹 |
| 金在德 （水晶男孩） | 鐘秀（）   | TiTi的男朋友。表面看似是小混混，其實真正身份是一名富商的私生子，因受到父親正室的排擠而經常離家出走。在加油站認識TiTi，其後成為情侶。與TiTi、俊泰、JiJi旅行時被父親派來的手下追捕，最終與TiTi逃避追捕時墮湖身亡。 |
| U;Nee               | TiTi（티티）   | JiJi的朋友，鐘秀的女朋友。在加油站工作時遇到鐘秀，其後成為情侶。與鐘秀、俊泰、JiJi旅行時發現懷有鐘秀的骨肉，最終與鐘秀逃避追捕時墮湖身亡。                                                                       |
| 高志溶 （水晶男孩） | 大坤（）   | 高二學生，尚祿、俊泰的同班同學。成績總是名列前茅，是一名理性主義者。因看不起成績差的俊泰而與他經常爭執，甚至在放學後打架。                                                                                       |
| 李宰鎮 （水晶男孩） | 赫（）     | Komodo舞團團長。熱愛舞蹈，十分重視團員的表現，認為藝珍有成為舞者的可能性。 |
| 張水院 （水晶男孩） | 韓奇（）   | Komodo舞團成員。希望提升舞蹈實力，成為出色的舞者，但總是力不從心。 |
| 高東業              | 皇甫九（황보구） | 尚祿、俊泰、大坤所屬班別的新班主任。出身於海兵隊478隊，曾是鎮海訓練所教官，因此對學生十分嚴厲。 |
| 南星薰              | 藝珍父     | 藝珍的父親。對女兒有很大期望，因此得知藝珍為了跳舞而放棄學業後極為憤怒。 |
| 朴貞洙              | 藝珍母     | 藝珍的母親。因自己是一名醫生而希望女兒升讀大學醫科，得知藝珍為了跳舞而放棄學業後決定把女兒送往加拿大親戚家。 |
| 梁澤助              | 鐘秀父     | 鐘秀的父親。知道自己妾侍所生的兒子（鐘秀）與正室關係惡劣，但無能為力。命令手下追尋離家出走的鐘秀卻令兒子意外喪命。                                                                                               |

## 電影歌曲
| 曲別   | 歌名                             | 演唱者   | 作詞          | 作曲                         |
| 片頭曲 | 飛翔（비상）                     | 水晶男孩 | Kim Yong-a    | Kim Suk-chan、 Ma Kyeong-sik |
| 插曲   | 改變（변신）                     | 水晶男孩 | Kim Yong-a    | Kim Suk-chan                 |
| 插曲   | 在你熟睡時（그대가 잠든 사이에） | 水晶男孩 | Kim Tae-hee   | Ma Kyeong-sik                |
| 插曲   | Couple（커플）                   | 水晶男孩 | Jang Dae-sung | Ma Kyeong-sik                |
| 插曲   | 送你離開（너를 보내며）          | 水晶男孩 | Jang Dae-sung | Kim Suk-chan                 |
| 插曲   | Technopolis                      | 水晶男孩 | Kim Yong-a    | Lee Yun-sang、 Bobby Kim     |
| 插曲   | 明白我的心嗎（내맘을 알고있니）  | 水晶男孩 | Jang Dae-sung | Ma Kyeong-sik                |
| 片尾曲 | 獵狐（여우사냥）                 | 水晶男孩 | Kim Yong-a    | Lee Yun-sang                 |

## 外部連結
- NAVER電影
- Daum電影（页面存档备份，存于）
- 韩国电影数据库（KMDb）上《Seventeen》的資料